# Chanel Miller

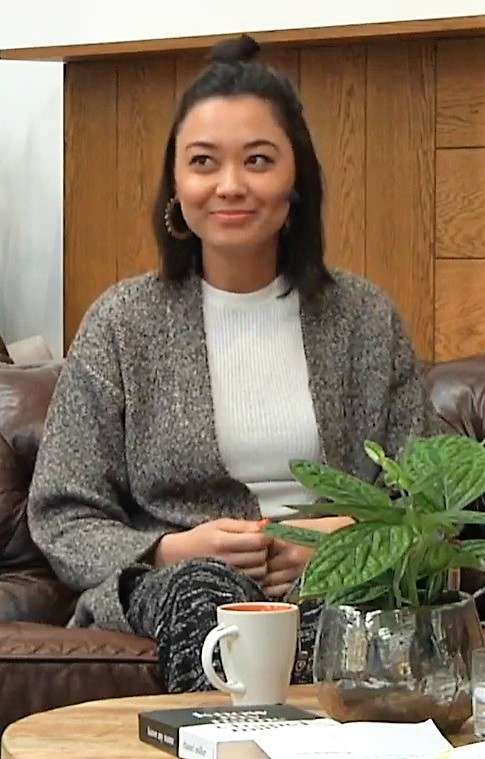
Chanel Miller (2020)

Chanel Miller (* 12. Juni 1992 in Palo Alto, Kalifornien) rückte als Opfer einer Vergewaltigung durch Brock Allen Turner in der Nacht vom 17. auf den 18. Januar 2015 in den öffentlichen Fokus. Das von ihr verfasste Victim Impact Statement, das sie bei der Urteilsverkündigung ihres Angreifers im darauffolgenden Jahr vorlas, erreichte weltweite Bekanntheit, nachdem es von Buzzfeed online veröffentlicht wurde. Es wurde innerhalb von vier Tagen 11 Millionen Mal gelesen. Miller wurde in Gerichtsdokumenten und Medienberichten Emily Doe genannt, bis sie im September 2019 ihre Anonymität aufhob und ihre Memoiren „Know My Name“ veröffentlichte. Ihr Werk gewann 2019 den National Book Critics Circle Award in der Kategorie Autobiographie. Miller entfachte in den USA eine nationale Diskussion über den Umgang mit Fällen sexueller Übergriffe von College Campi und des Gerichtssystems. Sie ist außerdem eine öffentliche Rednerin.

## Leben
Chanel Miller wurde 1992 in Palo Alto, Kalifornien, USA, geboren. Ihr chinesischer Name lautet Zhang Xiao Xia. Sie besuchte die University of California, Santa Barbara´s College of Creative Studies und erreichte 2014 ihren Abschluss in Literatur. Im Jahr 2014 überlebte sie den Amoklauf von Elliot Rodger.

### Vergewaltigung 2015
Am Abend des 17. Januars 2015 ging Miller zu einer Kappa Alpha Burschenschaftsparty an der Stanford University. Gegen 1 Uhr nachts wurde sie von zwei Stanford Studenten auf dem Boden hinter einem Müllcontainer gefunden, während der 19-jährige Stanford Student Brock Allen Turner sie vergewaltigte. Miller war nicht bei Bewusstsein. Turner versuchte zu fliehen, aber wurde von den beiden Studenten festgehalten, bis die Polizei eintraf. Er wurde verhaftet und in fünf Anklagepunkten der sexuellen Gewalt angeklagt, zu denen er nicht schuldig plädierte. 2016 wurde er in drei der Anklagepunkte für schuldig befunden und zu einer sechs-monatigen Gefängnisstrafe verurteilt. Das Gerichtsurteil traf aufgrund seiner Milde auf öffentliche Entrüstung.
Millers Erfahrung und der Gerichtsprozess entfachten einen U.S.-weiten Diskurs über sexuelle Gewalt, Sexismus und sexuelles Fehlverhalten, sowie auch darüber, dass Überlebenden von sexueller Gewalt nicht zugehört wird. Diese Debatten fanden im zeitlichen Rahmen der Me Too Bewegung statt.

### Ehrungen
2016 wurde Miller vom Glamour Magazin zur Frau des Jahres ernannt, weil sie die Konversation über sexuelle Gewalt für immer verändert hat. Miller nahm an der Preisverleihung anonym teil. 2019 nahm Miller erneut an der Preisverleihung von Glamour statt, bei welcher sie erneut als Frau des Jahres anerkannt wurde. Sie trug ein Gedicht vor, in welchem sie sich für das Wohlergehen von Überlebenden sexueller Gewalt aussprach. Im selben Jahr wurde sie als einflussreicher Mensch der Time 2019 100 Next list gelistet.

## Werke
Millers Memoiren Know my Name, herausgegeben von Viking Books, wurden ein Bestseller. Das Buch wurde in deutscher Sprache unter dem Titel Ich habe einen Namen veröffentlicht. Die Washington Post ernannte es zu den besten zehn Büchern 2019 und im selben Jahr wurde es bei den Goodreads Choice Awards in der Kategorie Beste Memoiren und Autobiografie nominiert. Millers Werk wurde außerdem von der New York Times in die Liste der 100 Bedeutenden Bücher des Jahres 2019 aufgenommen. Es wurde mit dem Ridenhour Book Prize 2020 ausgezeichnet.
2020 wurde ein von Miller geschaffenes Wandgemälde im Asian Art Museum in San Francisco veröffentlicht. Das Wandgemälde ist 21 m lang und 4 m hoch, es zeigt drei Skizzen einer Cartonfigur und die Sätze „Ich war“, „Ich bin“, und „Ich werde sein“.